# Doris Lessing
Doris May Lessing, född Tayler den 22 oktober 1919 i Kermanshah i Iran, död 17 november 2013 i London, var en brittisk författare, ansedd som en av 1900-talets främsta. År 2007 belönades hon med Nobelpriset i litteratur med motiveringen "den kvinnliga erfarenhetens epiker, som med skepsis, hetta och visionär kraft har tagit en splittrad civilisation till granskning". Hon var den äldsta person som belönats med Nobelpriset i litteratur. Lessing avstod, på inrådan av sin läkare, från att resa till Stockholm för att hämta priset.
Lessing växte upp i Sydrhodesia, nuvarande Zimbabwe. Hon lämnade Afrika 1949 och bosatte sig i Storbritannien, där hon 1950 gav ut sin första roman, The Grass is Singing. Flera av Lessings tidiga verk utspelar sig i Afrika. Sedan 1960-talet var hon inspirerad av sufismen, islams mystik, samt författare som Idries Shah, Olaf Stapledon, Rabia al-Adawiyya, och Jalal al-din Rumi.

## Biografi
Doris May Tayler föddes i Kermanshah i Persien, nuvarande Iran, som dotter till två britter. Fadern Alfred Cook Tayler förlorade ett ben som soldat under första världskriget. På sjukhuset Royal Free Hospital i London träffade han sin blivande fru, sjuksköterskan Emily Maude McVeagh, när han höll på att återhämta sig från sin amputation.
Efter sitt giftermål flyttade paret till Iran, för att Alfred skulle ta ett jobb som kontorist hos Imperial Bank of Persia.
1925 flyttade familjen till den brittiska kolonin Sydrhodesia (nuvarande Zimbabwe) för att odla majs och andra grödor på cirka 1 000 tunnland mark som Alfred hade köpt. I den tuffa miljön strävade hans fru Emily efter att leva en edvardiansk livsstil. Det hade kanske varit möjligt om familjen varit rik; i verkligheten hade de ont om pengar och gården gav mycket små inkomster.
Modern gav Doris Lessing en klassisk engelsk uppfostran och sände henne till klosterskola och därefter till flickskola. Hon hoppade av skolan när hon var tretton år gammal och skaffade sig på egen hand den kunskap hon önskade. Hon var därmed autodidakt, det vill säga saknade formell utbildning.
När Lessing var femton år flyttade hon hemifrån för att komma ifrån sin mor. Hon tog anställning som barnflicka och studerade med hjälp av sin arbetsgivare litteratur i sociologi och politik. År 1937 fick hon plats som telefonist i Salisbury (nuvarande Harare).
Sitt första äktenskap ingick Lessing 1939, vid nitton års ålder, med Frank Wisdom som blev far till hennes första två barn, John och Jean. Äktenskapet blev inte vad hon hade föreställt sig. Hon lämnade både make och barn 1943 och ägnade energi åt den kommunistiska grupp, Left Book Club i Salisbury, hon blivit medlem i året dessförinnan. Där mötte hon den tysk-judiske flyktingen och kommunisten Gottfried Lessing som hon gifte sig med 1945. Med honom fick hon sonen Peter.
Äktenskapet med Gottfried Lessing sprack 1949, varpå Doris Lessing samma år flyttade till London med sin yngste son. Året därpå debuterade hon som romanförfattare med Gräset sjunger. Efter att en period ha varit aktiv medlem av kommunistpartiet, kvinnofrihetskämpe och deltagit i antiatomvapenkampanjer, övergav hon kommunismen 1956. Samma år förbjöds hon inträde till både Sydafrika och Sydrhodesia för sin kritik mot apartheid; det sydafrikanska förbudet hävdes inte förrän 1995. Sedan dessa årtionden har hon varit verksam som författare på heltid. Hon var bosatt i London fram till sin död och var verksam som författare. Med tiden vände hon sig allt häftigare mot kommunismen, och hennes världsbild blev mer präglad av sufismen, islams mystik. Hon var framförallt inspirerad av författaren Idries Shah som hon kom i kontakt med på 1960-talet.
Doris Lessing fick ett flertal erkännanden för sitt författarskap, som inbegriper såväl skönlitteratur som faktaböcker, och i samtliga fall innehåller ett stort mått av självbiografiskt innehåll. Hon har engagerat sig för afghanerna under Sovjetunionens invasion, genom Afghan Relief. I samband med detta företog hon 1986 en resa till ett afghanskt flyktingläger i Peshawar i Pakistan om vilket hon har skrivit i Våra ord blåser bort med vinden (1987).

## Litterär verksamhet
Lessings prosa brukar delas in i tre skilda faser: Kommunisttemat 1944–1956, när hon skrev radikalt om sociala frågor, Det psykologiska temat 1956–1969 och därefter det sufiska temat, som kom att etablera Lessing som en mystikförfattare av rang. Efter det sufiska temat producerade hon litteratur inom alla tre områdena.
Lessing började sin karriär med romanen Gräset sjunger (1950), som handlar om rasmotsättningar och romantik, och utspelar sig i Sydrhodesia. Hennes nästa roman, Martha Quest (1952), blev den första delen av fem i den långa sviten Våldets barn, som mynnar ut i den dystra undergångsvisionen Staden med fyra portar (1969).
Det var emellertid med monumentalverket Den femte sanningen (1962) som hon etablerade sig som författare av internationell rang. Denna bok betraktas av många (dock inte av Lessing själv) som ett viktigt feministiskt verk. Den femte sanningen är ett betydande experimentellt verk och handlar om en ung kvinna, författarinnan Anna Wulf, som efter ett kraschat äktenskap valt att leva ensam, ibland tillsammans med väninnor. Boken illustrerar vilka krav samhället ställer på en ensam kvinna och vilken slags roll hon mer eller mindre tvingas in i. Boken har också en intressant struktur baserad på längre prosastycken följda av brottstycken ur fem olika "minnesböcker", där huvudpersonen själv analyserar sin situation. Boken har också uppenbara självbiografiska inslag.
Dystopi med Science fiction-inslag hade kommit med Staden med fyra portar och på den följer några år med fristående noveller, där handlingen delvis utspelar sig på ett plan, som Lessing själv karakteriserat som "inner-space fiction":
- Briefing for a Descent into Hell (1971) som sätter en schizofren person på en mystisk färd.
- The Summer before the Dark (1973) som utsätter en krisdrabbad kvinna för en liknande yttre/inre upptäcktsresa.
- En överlevandes minnen (1974) beskriver en urban civilisations förfall genom en kvinnas fönster, medan en flicka växer upp vid hennes sida som ett tyst hopp om en fortsatt mänsklig tillvaro. Filmatiserad 1981.

Med rymdeposet Shikasta (1979) tog Lessings karriär steget fullt ut. Det ledde henne till ett allvarligt försök inom mjuk science fiction efter att ha undersökt "inre verkligheter" och blivit fascinerad av de nya möjligheterna med genren. "Jorden", här kallad Shikasta, kom att bli inledningen till en serie om fem böcker med samlingstiteln "Canopus in Argos: Archives" (ungefär Ur arkiven från Canopus i Argo). Bland kännare av science fiction betraktas hennes verk som några av de mest originella romaner som skrivits. Science fictions verktyg blir i Lessings händer till parabler och allegorisk/didaktiska skildringar, med anspelningar på förmyndarattityder i bibel-skildringar och tydlig inspiration av islams mystik, sufismen och tänkaren Idries Shah. Om Idries Shah skrev hon att han "var en vän, en guide och kunskapsförmedlare" för henne. Pentalogin visar från många olika infallsvinklar ett par mycket avancerade rymd-civilisationers enträgna försök med “påtvingad evolution”.
Den femte sanningen gjorde Lessing aktuell som nobelpriskandidat, men det sas att hennes science fiction-böcker diskvalificerade Lessing som toppkandidat. 2007 fick hon dock Nobelpriset i litteratur med motiveringen den kvinnliga erfarenhetens epiker, som med skepsis, hetta och visionär kraft har tagit en splittrad civilisation till granskning. Om motiveringen sa hon själv i en intervju: "Löjligt, men dom måste väl hitta på någonting att säga".
Lessing skrev också ett antal böcker om katter, som var hennes favoritdjur.
Under 1990-talet publicerade Lessing sin självbiografi i två band. År 2001 kom Ljuvaste dröm som är självbiografisk men i romanform, eftersom hon inte ville lämna ut vänner eller vänners barn. År 2007 utkom hennes sista bok, The Cleft.

## Utmärkelser och hedersbetygelser
- Somerset Maugham Award (1954)
- Prix Médicis étranger (1976)
- Österreichischer Staatspreis für Europäische Literatur (1981)
- Shakespeare-Preis der Alfred Toepfer Stiftung F. V. S., Hamburg (1982)
- W. H. Smith Literary Award (1986)
- Palermo Prize (1987)
- Premio Internazionale Mondello (1987)
- Författare-hedersgäst på 1987 års Worldcon (Science Fiction-världskonvent) i första hand för sin Canopus i Argo-pentalogi. Mainstreamförfattare i gemen undviker gärna att skylta med sina försök inom SF, medan Lessing aldrig tvekat att medge detta. Hennes presentation, där hon beskrev sin SF-betonade Memoirs of a Survivor (1974) som "ett försök till en självbiografi", blev också mycket väl mottagen.
- Premio Grinzane Cavour (1989)
- James Tait Black Memorial Book Prize (1995)
- Los Angeles Times Book Prize (1995)
- Premio Internacional Catalunya (1999)
- David Cohen British Literary Prize (2001)
- Companion of Honour from the Royal Society of Literature (2001)
- Premios Príncipe de Asturias (2001)
- S.T. Dupont Golden PEN Award (2002)
- Nobelpriset i litteratur (2007)[17]

## Verk av Lessing utgivna på svenska
- 1950 – The Grass Is Singing
  - Gräset sjunger (översättning Gunvor och Bertil Hökby, Hökerberg, 1951)
  - Gräset sjunger (översättning Gunvor och Bertil Hökby, reviderad och kompletterad av Lena E. Heyman, Wahlström & Widstrand, 2007)
- 1952–1969 – Våldets barn (Children of Violence), bildningsroman i fem delar:
  - Martha, översättning Sonja Bergvall (Martha Quest 1952); Flickan Martha (Martha Quest 1952), översättning Gunnar Frösell
  - Bra gift, översättning Sonja Bergvall (A Proper Marriage 1954)
  - En fläkt av stormen, översättning Sonja Bergvall (A Ripple from the Storm 1958)
  - Instängd, översättning Sonja Bergvall (Landlocked 1965)
  - Staden med fyra portar, översättning Kjell Ekström (The Four-Gated City 1969)
- 1962 – Den femte sanningen, översättning Mårten Edlund (The Golden Notebook)
- 1966 – Vanan att älska: noveller, översättning Harriet Alfons och Jadwiga P. Westrup (The Habit of Loving; A Man and Two Women)
- 1968 – Katter, översättning Harriet Alfons och Jadwiga P Westrup (Particularly Cats) Ny utg. 1988 med teckningar av Laris Strunke
- 1971 – Instruktion för nedstigning i helvetet, översättning Sonja Bergvall (Briefing for a Descent into Hell)
- 1972 – Inte den typ som gifter sig och andra noveller, översättning Sonja Bergvall (The Story of a Non-Marrying Man and Other Stories)
- 1973 – Sommaren före mörkret, översättning Sonja Bergvall (The Summer Before the Dark)
- 1974 – En överlevandes minnen, översättning Sonja Bergvall (The Memoirs of a Survivor)
- 1983 – Canopus i Argo-serien, översättning Sonja Bergvall (Canopus in Argos: Archives):
  - 1979 – Shikasta, översättning Sonja Bergvall (Re: Colonised Planet 5, Shikasta)
  - 1980 – Giftermålen mellan zonerna tre, fyra och fem, översättning Sonja Bergvall (The Marriages Between Zones Three, Four and Five)
  - 1980 – Planeten Sirius' experiment, översättning Sonja Bergvall (The Sirian Experiments)
  - 1982 – Planet 8: representanternas lärotid, översättning Sonja Bergvall (The Making of the Representative for Planet 8)
  - 1983 – De känslosamma agenterna i imperiet Volyen, översättning Sonja Bergvall (The Sentimental Agents in the Volyen Empire)
- 1983 – En god grannes dagbok, översättning Kerstin Hallén (The Diary of a Good Neighbour)
- 1985 – Om de gamla kunde och de unga visste, översättning Kerstin Hallén (If the Old Could)
- 1985 – Den goda terroristen, översättning Annika Preis (The Good Terrorist)
- 1987 – Våra ord blåser bort med vinden: rapportbok från Afghanistan, översättning Lars Hansson (The Wind Blows Away Our Words)
- 1988 – Det femte barnet, översättning Annika Preis (The Fifth Child)
- 1989 – Rufus: berättelsen om en okuvlig katt, översättning Solveig Nellinge (Particularly Cats and Rufus the Survivor)
- 1994 – Under huden: del 1 av min självbiografi fram till 1949, översättning Annika Preis (Under My Skin: Volume One of My Autobiography, to 1949)
- 1998 – Vandra i skugga: del 2 av min självbiografi: 1949-1962, översättning Inger Johansson (Walking in the Shade: Volume Two of My Autobiography)
- 2001 – Ben, ute i världen, översättning Annika Preis (fristående fortsättning på Det femte barnet) (Ben, in the World)
- 2001 – Ljuvaste dröm, översättning Inger Johansson (The Sweetest Dream)
- 2005 – Kärleksbarnet, översättning Annika Preis (The Grandmothers)
- 2006 – Om katter, översättning Harriet Alfons (On Cats)

## Övriga verk
- 1962 – Tigerlek (Play with a Tiger) (teaterpjäs)
- 1983 – The Diary of a Good Neighbour - utgiven under pseudonymen Jane Somers[1]
- 1984 – If the Old Could - utgiven under pseudonymen Jane Somers[1]
- 2003 – The Grandmothers: Four Short Novels
- 2005 – The Story of General Dann and Mara's Daughter, Griot and the Snow Dog
- 2007 – The Cleft